# Cotis I de Tracia
Cotis I de Tracia fue un rey sapeano y cliente del Reino odrisio entre el 57 a. C. y 48 a. C. aproximadamente, hijo de Rhoemetalces. Fue aliado de Cneo Pompeyo Magno y envió un contingente al mando de su hijo Rhescuporis I en la guerra contra Cayo Julio César. Tras su muerte le sucedió su hijo bajo la regencia de su hermano menor Rhoemetalces I.

## Fuente
- Esta obra contiene una traducción  derivada de «Cotys I (Sapaean)» de Wikipedia en inglés, publicada por sus editores bajo la Licencia de documentación libre de GNU y la Licencia Creative Commons Atribución-CompartirIgual 4.0 Internacional.

- Datos: Q5175913